# Tri-State Tornado

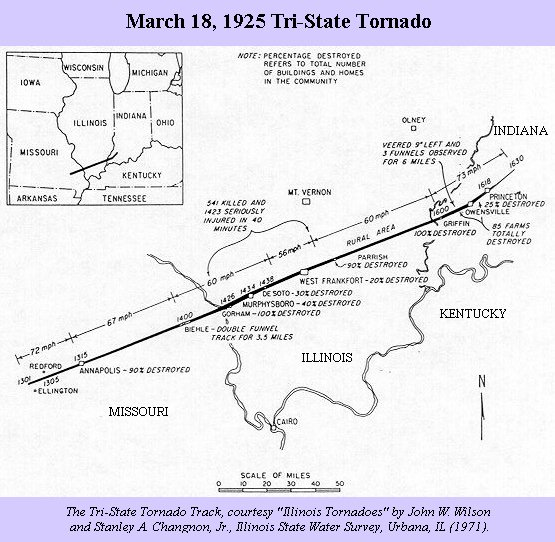
Spoor van de Tri-State Tornado

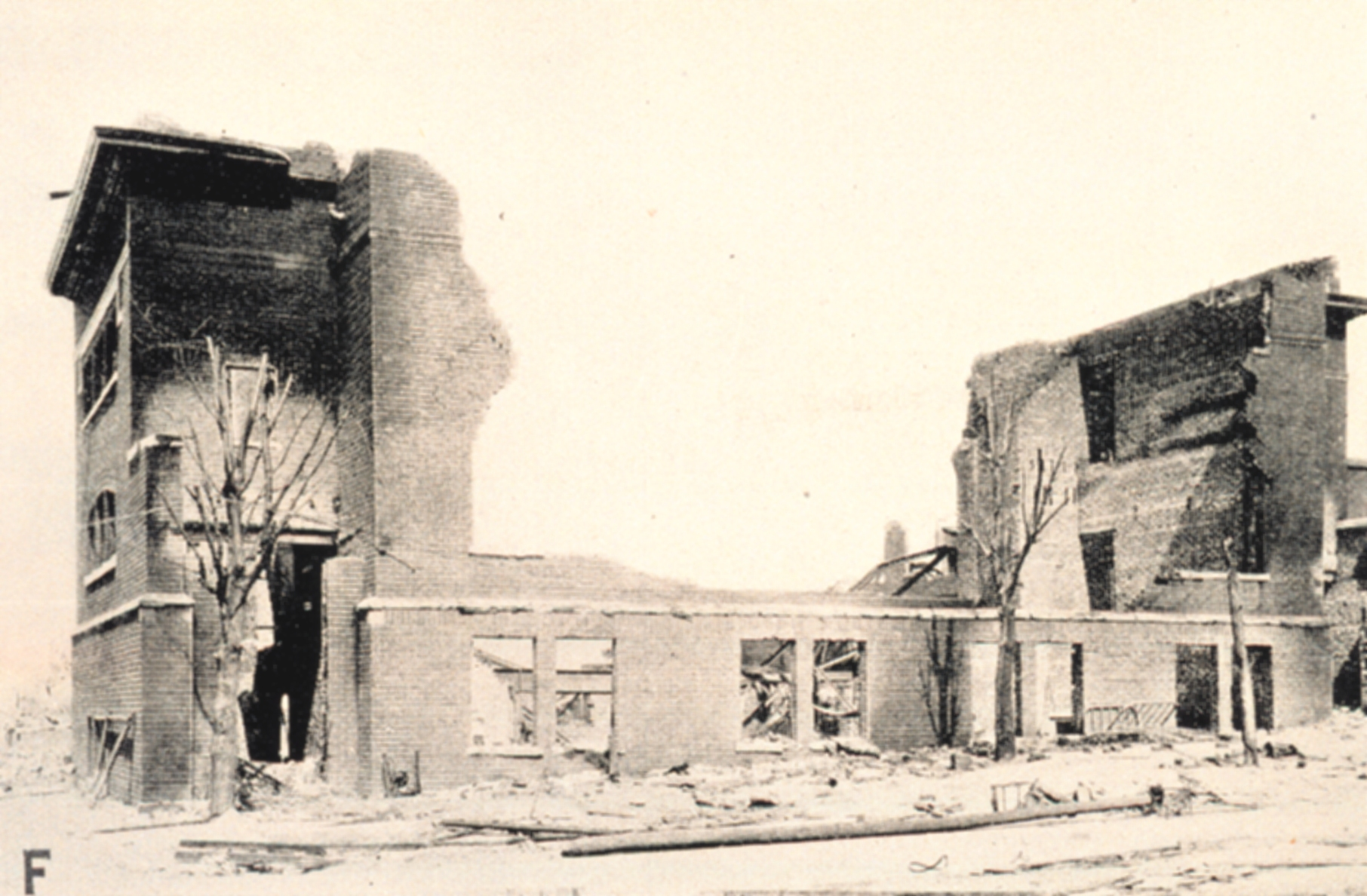
Schade Tri-State tornado in Murphysboro

De Tri-State Tornado was een tornado die op 18 maart 1925 de Amerikaanse staten Missouri, Illinois en Indiana trof. De tornado staat bekend als de dodelijkste en zwaarste tornado uit de geschiedenis van de Verenigde Staten, waarbij de windsnelheid 416 km/uur haalde.
In 3,5 uur tijd werden drie plaatsen met de grond gelijk gemaakt, daarom heet het de tri-state tornado raakten zes dorpen zwaar beschadigd. 15.000 huizen en gebouwen over een verwoestend spoor van 376 kilometer lang en gemiddeld 400 meter breed werden vernield. Er vielen daarbij 695 doden. In totaal raakten 2027 personen gewond door deze tornado.. Op het hoogtepunt haalde de tornado een snelheid van 417 kilometer per uur.

## Missouri
De tornado ontstond rond 13.00 uur boven het zuidoosten van Missouri. Hier was sprake van een normale tornado (kracht F2). In Missouri kwamen 11 personen om het leven.

## Illinois
Rond 14.24 uur bereikte het noodweer het zuiden van Illinois. De tornado had hier een breedte gekregen van 1600 meter. In de volgende 40 minuten, zouden 1423 mensen gewond raken en 541 overlijden. In Murphysboro kwamen om 14.34 uur in enkele minuten tijd 234 mensen om het leven. Het dorp heeft de twijfelachtige eer de plaats te zijn met het hoogste aantal doden door een tornado ooit. In totaal kwamen in Illinois 613 mensen om het leven. In West Frankfort ontsnapten 800 mijnwerkers om 14.40 uur aan de ramp. In de mijn viel het licht uit en toen de mannen via een nooduitgang naar boven wisten te ontsnappen, bleek hun dorp deels te zijn verwoest. Onder de slachtoffers en de 148 doden waren voornamelijk de vrouwen en kinderen van de mijnwerkers.

## Indiana
Om 16.00 uur trok de tornado de staat Indiana binnen. Hier was het schadespoor van de tornado 1200 meter breed. Rond 16.30 uur verdween de tornado. In heel Indiana kwamen 71 mensen om het leven.
Later deze dag kwamen ook elders in de Verenigde Staten tornado’s voor. In de staten Tennessee, Kentucky en Indiana doodden zeven andere tornado’s 52 mensen. Totaal waren er deze dag 747 doden te betreuren. In 2013 is er onderzoek geweest of er sprake was van één langdurige tornado of een serie zware tornado's. Voor beide veronderstellingen is geen bewijs gevonden.

## Records
De Tri State Tornado zorgde voor diverse records:
- De dodelijkste tornado in de geschiedenis van de Verenigde Staten
- De op een na dodelijkste tornado wereldwijd
- De dodelijkste tornado in Illinois
- De dodelijkste tornado in Indiana
- De langst durende tornado wereldwijd
- De grootst afgelegde afstand door een tornado ooit
- De hoogste snelheid van een tornado ooit